# Isaías Guardiola
Isaías Guardiola Villaplana (Petrel, Alicante, 1 de octubre de 1984) es un jugador español de balonmano que actualmente milita en el BM Nava. Ha jugado en otros clubes como el Naturhouse La Rioja, BM Ciudad Real y BM Atlético Madrid.
Es hermano gemelo de Gedeón Guardiola, también jugador de balonmano.

## Clubes
| Club                 | País      | Temporadas  |
| -------------------- | --------- | ----------- |
| BM Valencia          | España    | 2003 - 2005 |
| Naturhouse La Rioja  | España    | 2005 - 2010 |
| BM Ciudad Real       | España    | 2010 - 2011 |
| BM Atlético Madrid   | España    | 2011 - 2012 |
| Rhein Neckar Löwen   | Alemania  | 2012 - 2014 |
| Aalborg Boldspilklub | Dinamarca | 2014 - 2015 |
| Pays d'Aix UCH       | Francia   | 2015 - 2016 |
| HC Erlangen          | Alemania  | 2016 - 2017 |
| TBV Lemgo            | Alemania  | 2017 - 2023 |
| BM Nava              | España    | 2023 - Act. |

## Palmarés

### BM. Ciudad Real
- Supercopa de España (2010)
- Copa ASOBAL (2010/11)
- Copa del Rey (2010/11)

### BM. Atlético de Madrid
- Supercopa de España (2011)
- Copa del Rey (2011/12)
- Subcampeón Liga de Campeones de la EHF (2011/12)

### Rhein-Neckar Löwen
- EHF European Cup (2012/13)

### TBV Lemgo
- Copa de Alemania de balonmano: 2020

## Premios, reconocimientos y distinciones
- Mejor Deportista Masculino de 2012 en los Premios Deportivos Provinciales de la Diputación de Alicante[2]